# Aplidiopsis stellatus
Aplidiopsis stellatus är en sjöpungsart som beskrevs av Monniot 1984. Aplidiopsis stellatus ingår i släktet Aplidiopsis och familjen klumpsjöpungar. Inga underarter finns listade i Catalogue of Life.